# Stefanie Döbler
Stefanie Döbler (* 1978 in Hamburg) ist eine deutsche Schauspielerin und Synchronsprecherin.

## Leben
Döbler studierte von August 1998 bis Juli 2002 Schauspielerei am Hamburger Schauspiel-Studio Frese. Sie stand bereits im Jahre 1997 im Alter von 19 Jahren für die RTL-Fernsehproduktion Unter uns vor der Kamera. Es folgten weitere verschiedene Produktionen wie Sturm der Liebe, Tatort, Notruf Hafenkante, Rote Rosen, Großstadtrevier und Gute Zeiten, schlechte Zeiten. Döbler spielt ebenfalls seit 2002 Theater, u. a. am Theater der Altmark Stendal und am Theater Landshut.
Döbler lebt in Hamburg, ist verheiratet und spricht neben Deutsch auch Englisch und Französisch.

## Theater
- 2002–2004: Hunger, I don’t like mondays (Hauptrolle)
- 2003–2004: Die Kuh Rosemarie (Hauptrolle)
- 2003–2004: Das Haus an der Uchte (Hauptrolle)
- 2003–2004: Im weissen Rössl
- 2004–2007: Woyzeck, Kaltes Land, Harry und Sally etc. (diverse Rollen)
- 2008–2015: verschiedene Produktionen im Theater Hamburg

## Filmografie
- 1997–1998: Unter uns
- 2002: Fucked up
- 2003: Take away
- 2003: Lübeck 2012
- 2004: Das Vermächtnis
- 2006: Tatort – Schattenspiele
- 2006: Sturm der Liebe
- 2007: Tatort – Macht der Angst
- 2009–2011: Notruf Hafenkante
- 2012: Herzflimmern
- 2015–2016: Rote Rosen
- 2016–2017: Großstadtrevier – Ausnahmezustand und Hannes der Held
- 2017: Nord bei Nordwest Episode 7 – Gold!
- 2018: Gute Zeiten, schlechte Zeiten, Episodenhauptrolle